# Telchinia melanoxantha
Telchinia melanoxantha is een vlinder uit de familie Nymphalidae. De wetenschappelijke naam van de soort is voor het eerst gepubliceerd in 1891 door Emily Mary Bowdler Sharpe.

## Verspreiding
De soort komt voor in de bossen van Zuidoost-Zuid-Soedan, Noordoost-Congo Kinshasa, Oeganda, West-Kenia, Rwanda en Burundi.

## Waardplanten
De rups leeft op soorten van het geslacht Adenia (Passifloraceae).